# شهرستان معین‌قوم
شهرستان معین‌قوم (به قزاقی: Мойынқұм ауданы، مويىنقۇم اۋدانى}} یک شهرستان در قزاقستان است که در استان جامبیل واقع شده‌است.

## خصوصیات
شهرستان معین‌قوم ۳۲٬۳۰۴ نفر جمعیت دارد.